# 桂香和云香
桂香和云香，是出于清代的艳情小说《妖狐艳史》。在江西地方離城三十里的青峰嶺,里面的桃花洞的兩只母妖狐,二妖因为听说城中普寧寺廟會演戲,就變作美女前去戲耍。两妖都已有百十余年的道行,专门采炼男子阳丹,日久年远已能变化人形。因为见明媚其美貌,遂就将明媚救醒,摄回洞中。明媚先与桂香调情,又与云香相通。桂香避出。故事背景为宋代,春明媚则是江西的一位富家公子。后来雷神查至,将妖狐捉拿,明媚始得出山,又遇狐仙月素相救送归。而月素乃五百年前大黑狐,曾被猎户射中。

## 参看
中国妖怪列表